# Something Wild (album)
Pour les articles homonymes, voir Something Wild.
Albums de Children of Bodom
Hatebreeder
(1999)
Something Wild est le premier album du groupe de metal Children of Bodom, sorti en 1997.
L'album présente un mélange de power metal et de death metal mélodique, allié à des influences black metal, néo-classique, voir progressives, sublimé par des guitares et des claviers solistes démonstratifs. Ce mélange original a fait de Something Wild un grand succès en Finlande, se classant au sommet des ventes du pays. Il connut aussi un excellent succès international dans les scènes undergrounds.
Une édition « deluxe » est sortie en 2002 et inclut du matériel supplémentaire.

## Liste des titres
1. Deadnight Warrior – 3 min 22 s
2. In the Shadows – 6 min 02 s
3. Red Light in my Eyes, Pt 1 – 4 min 28 s
4. Red Light in my Eyes, Pt 2 – 3 min 50 s
5. Lake Bodom – 4 min 02 s
6. The Nail – 6 min 18 s
7. Touch Like Angel of Death – 7 min 50 s
8. Sans titre [Piste cachée] - 1 min 14 s
9. Bruno the Pig [Piste cachée] – 10 s
10. Mass Hypnosis (reprise de Sepultura) [Piste bonus] - 4 min 04 s

## Formation musicale
- Alexi Laiho - Chant et guitare
- Alexander Kuoppala - Guitare
- Janne Wirman - Clavier
- Henkka Seppälä - Basse
- Jaska Raatikainen - Batterie

## Informations sur l'album
Paroles et musique par A. Laiho & A. Kuoppala, arrangements par Children of Bodom.

Production par A. Kippo, A. Laiho, J. Raatikainen et Children of Bodom.

Enregistré et mixé au Astia Studio par Anssi Kippo en juillet et août 1996.

Couverture de l'album par Flea Black.

## Anecdotes
- Le livret de l'album contient les paroles de la dernière piste, Touch Like Angel of Death. Le morceau de clavier caché sur la piste 7 provient de la série télévisée américaine Miami Vice et fut enregistré par Alexi Laiho et Alexander Kuoppala alors qu'ils étaient saouls.
- L'ouverture de la chanson Deadnight Warrior est prise de l'adaptation télévisée de Ça, « Il » est revenu, de Stephen King.
- L'ouverture de la chanson The Nail provient du film Les Griffes de la nuit.
- L'introduction de Red Light in my Eyes, Pt 2 est le premier thème de la 25e symphonie de Mozart et le refrain utilise les premières mesures du mouvement Confutatis du Requiem en ré mineur de Mozart.
- Dans la chanson The Nail, un passage est inspiré de la Toccata et fugue en ré mineur de Bach.
- Les paroles d'introduction de The Nail sont tirées du film Ben-Hur.
- Sur la 1re édition de l'album sorti en 1997, il y a une 8e piste cachée intitulée Bruno the Pig (« Bruno le cochon » en français). Ce n'est que 10 secondes de silence.
- L'accordage des guitares sur cet album est différent de ses successeurs. Les guitares sont accordés un ton et demi en dessous de l'accordage standard (ie: Do#, Fa#, Si, Mi, Sol#, Do# du grave à l'aigu).